# 張學友每天愛你多一些全國巡迴演唱會91
《張學友每天愛你多一些演唱會91》是香港歌手張學友發行第二張演唱會專輯，亦是他的第一次巡回演唱会；演出地點包括香港，廣州（中國大陸）以及大西洋城（美國）和多倫多（加拿大）。其中，也跟关之琳演绎一场音乐剧。

## 曲目

### Disc 1
1. OOH LA LA
2. 情不禁
3. 藍雨
4. 別戀
5. LINDA
6. 花花公子
7. SMILE AGAIN 瑪莉亞
8. 月半弯
9. 偷心者
10. CRY
11. 歡場
12. 忘情冷雨夜
13. 地震
14. 我愛玫瑰園

### Disc 2
1. 道、道、道
2. 楚歌
3. 人間道
4. 李香蘭
5. 壯志驕陽
6. 一顆不變心
7. 夕陽醉了
8. 再度重遇你
9. 只願一生爱一人
10. 每天愛你多一些
11. 絲絲記憶
12. 遙遠的她
13. AMOUR
14. 情已逝
15. 輕撫妳的臉